# Gjögurs flygplats
Gjögurs flygplats är en flygplats i republiken Island. Den ligger i regionen Västfjordarna, i den nordvästra delen av landet, 210 km norr om huvudstaden 
Reykjavik. Gjögurs flygplats ligger 6 meter över havet.